# درو بارنز
درو بارنز هو سياسي كندي، ولد في 21 مايو 1961 في كندا. حزبياً، نشط في Wildrose Party ‏. وقد انتخب عضو الجمعية التشريعية ألبرتا عن دائرة Cypress-Medicine Hat ‏ خلال فترته النيابية ‏ وانتخب عضو الجمعية التشريعية ألبرتا عن دائرة Cypress-Medicine Hat ‏ خلال فترته النيابية ‏ (23 أبريل 2012 – ).